# Strike Witches
Strike Witches (ストライクウィッチーズ Sutoraiku Witchīzu?) es un proyecto multimedia creado originalmente por Humikane Shimada a través de una serie de columnas ilustradas en revistas. Más tarde fue adaptado en dos series de novelas ligeras, dos series de manga, un OVA, una película y una serie de anime por televisión con dos temporadas. La historia gira en torno a las Witches, chicas con poderes mágicos. El OVA fue lanzado el 1 de enero de 2007 como una vista previa del anime. El anime se estrenó el 3 de julio de 2008, concluyendo el 18 de septiembre. La confirmación oficial de la segunda temporada del anime fue anunciado el 27 de febrero de 2009.

## Argumento
Ambientado en un mundo similar a la Tierra a mediados del siglo XX en plena Segunda Guerra Mundial, Strike Witches cuenta la historia de un grupo de chicas que luchan para proteger el mundo utilizando una combinación de magia y tecnología. Las Witches son mujeres jóvenes con alto potencial mágico que son reclutadas en las fuerzas armadas de todo el mundo para luchar contra los Neuroi, que comenzaron a invadir el territorio de los humanos en el año 1939. Estos enemigos aparecieron con frecuencia y sin previo aviso en muchas zonas del mundo a lo largo de la historia. Las modelos de los Neuroi toman formas similares a aeronaves, pero su táctica más preocupante es la difusión de un miasma corrosivo, similar a un rayo láser rojo. No sólo los humanos normales no tienen defensa contra este miasma, sino que los restos de los terrenos afectados por el miasma son procesados por el Neuroi en nuevas armas y modelos, sumergiendo amplios sectores de las antiguas naciones destruidas en el mar. Como el miasma parece ser incapaz de propagarse a través de grandes masas de agua, la humanidad ha designado tales áreas como sus principales líneas de defensa.
Con el fin de poner de manifiesto su potencial para el uso en la batalla, cada Witch va equipada con una máquina única en sus piernas: la Unidad Striker. Con esta unidad, adquieren la capacidad de volar y su potencial mágico aprovecha la fuerza para utilizar armas demasiado pesadas y poderosas para una persona normal. También se creó un campo de defensa que puede proteger a las Witches del miasma Neuroi. La historia de la serie de anime se centra en el Ala de Combate Mixto 501st, en una de las islas principales de Britannia.

### Escenario
Strike Witches tiene lugar en una versión alterada de la Tierra, asolada por los Neuroi. Varios pedazos grandes de masas de la Tierra han sido borradas (Europa y África son los más intactos), alterando drásticamente la apariencia del planeta, en comparación con su homólogo de la vida real. Incluso los países que no han sido invadidos tienen su geografía drásticamente alterada. Las naciones de los personajes principales del anime se basan en las principales potencias mundiales de la época, aunque con nombres diferentes y territorios alterados.
Japón es conocido como Imperio Fuso, los Estados Unidos de América como los Estados Unidos de Liberion, Alemania y Polonia como el Imperio Karlsland, Francia como Gallia, Gran Bretaña e Irlanda como la Comunidad de Britannia, Austria y Hungría como Ostmark, la Unión Soviética como el Imperio Orussia, Italia moderna se divide entre los ducados de Romagna y Venezia, Finlandia como Suomus, Noruega, Suecia y Dinamarca como Baltland, España como Hispania, Rumanía como Dacia, Bulgaria como Moesia, Canadá como Faraway Land, y Argentina como Neue Karlsland.

### Terminología
Magia

La magia es una habilidad natural única en las Witches que se manifiesta como un aura azul seguido por la aparición de orejas y cola de animales. Una excepción es el ojo violeta constantemente brillante que Mio regula con su venda. Aunque físicamente el control y la técnica puede mejorar, esto les gasta energía hasta que se pierde completamente en torno a los 20 años. La magia puede ser usada para cosas como la sanidad, mejorar notablemente la fuerza y la visión, y para la estabilización y mejora de armas como pistolas y espadas.
Witch

Es aquella mujer que usa magia. Los magos no parecen existir en cualquiera de los medios, solo a través de un mecanismo destinado a sustituir a las Witches, denominado "Warlock". En el manga Otome-Tachi se explica que las características de los animales de las Witches, y el resultado de la fusión con un espíritu animal, es lo que aumenta su poder inherente.
Unidad Striker

Un par de híbridos mecánico/mágico utilizadas por las Witches para volar, los cuales van equipados sobre sus piernas. Son rígidos, evitando el movimiento de las rodillas, pero puede ser desconectado en el campo de batalla si es necesario. Al usar el poder de una Witch, la Unidad Striker es más poderosa porque el motor usa su magia, resultando en la manifestación constante de sus orejas y colas de animales. Se les otorga los poderes de alta velocidad en vuelo, el aumento de las capacidades físicas y la capacidad de levantar los escudos defensivos. Cada Unidad Striker está diseñada para parecerse a un tipo de avión caza de la Segunda Guerra Mundial. En la obra de Humikane y el semioficial doujinshi, hay también variantes de tanques terrestres similares llamados Land Strikers, que si bien no dan la habilidad de volar, en compensación sus escudos son más fuertes y aumentan mucho más las capacidades físicas.
Base de las Strike Witches

La base de operaciones está en territorio de Britannia. Se trata de un castillo que se asemeja a Mont Saint-Michel, situado en una pequeña isla localizada en el Estrecho de Dover, cerca de Folkestone. Su proximidad a la costa Gallian la convierte en un punto estratégico para atacar rápidamente a las amenazas procedentes del continente Europeo, el cual está ocupado por los Neuroi. En la segunda temporada la base está en territorio de Romagna, cerca de Pescara.
Neuroi

Misteriosas naves compuesta de material negro cosechado en la estructura de la colmena sobre el territorio conquistado. Vienen en varios tamaños, desde pequeñas hasta gigantescas, capaces de auto-sostenerse en vuelo, repararse rápidamente y están armados con armas de energía dirigida. Los Neuroi tienen unas gemas dentro de ellos llamadas Cores (o Núcleos), el cual es su fuente de energía. El diseño de los Neuroi, como muchos otros elementos de la serie tienen una base histórica, se basan en un avión experimental de la época de la Segunda Guerra Mundial.

## Personajes
- Yoshika Miyafuji (宫藤芳佳 Miyafuji Yoshika?)

Voz por: Misato Fukuen, Cherami Leigh (inglés)
Es la personaje principal de la serie, tiene catorce años (más tarde quince años) y proviene del Imperio Fuso. Una típica joven que viene de una familia de médicos que usan sus poderes mágicos para curar a la gente. Su padre diseñó las Unidades Striker de las Strike Witches para luchar. Sin embargo, debido a que su padre murió en la guerra, ella está en contra de la lucha. Solo después de entrar en combate por primera vez, ayudando a defender a la flota de Fuso partida de Britannia de un ataque Neuroi, ella decide unirse. Ahora ella tiene el rango de sargento. Yoshika tiene un talento para la cocina, pero tiende a preocuparse más sobre los beneficios a la salud de su alimento que su gusto. Su Unidad Striker es el modelo A6M Zero.
- Mio Sakamoto (坂本美绪 Sakamoto Mio?)

Voz por: Saeko Chiba, Saori Seto (segunda temporada), Kira Vincent-Davis (inglés)
La subcomandante de la unidad, con el rango encargado de la jefa de Escuadrón. Mio es la más antigua de las brujas en la 501st con diecinueve (más tarde, veinte) años de edad y viene del Imperio Fuso. Ella es al parecer la más dura y madura de las brujas, al ser una veterana con experiencia en los primeros combates contra los Neurol. Su tarea habitual es la formación de nuevos reclutas, y este papel se convierte en una disciplina muy estricta. Posee un ojo mágico que le concede mayor destreza visual y la capacidad de detectar el núcleo de los Neurol. A sus 19/20 años de edad, el poder mágico de Mio ha disminuido demasiado lejos para erigir escudos en el combate, sin embargo, todavía puede volar y usar su ojo mágico. Su Unidad Striker se basa en el A6M Zero.

## Medios

### Novela Ligera
Dos series de novelas han sido publicadas. El primero, Strike Witches: Suomus Misfits Squadron (ストライクウィッチーズ: いらん 子中 隊 Sutoraiku Witchīzu: Iranko Chūtai), fue escrita por Noboru Yamaguchi e ilustradas por Hashigo Ueda. El primer volumen se publicó en Japón en octubre de 2006, y el 11 de junio de 2009 3 volúmenes fueron publicados. Un cuarto volumen, originalmente previsto para la primavera de 2009, está en producción. La serie de Suomus Misfits Squadron se encuentra en un período de tiempo y ubicación diferentes al del anime, y utiliza un reparto diferente de los personajes.
La segunda, titulada Strike Witches: Maidens' Volume (ストライクウィッチーズ: 乙女 ノ 巻 Sutoraiku Witchīzu: Otome no Maki), fue escrito por Hidehisa Nanbo e ilustrado por Hashigo Ueda. A partir del 11 de junio de 2009, 2 volúmenes se han publicado, con una tercera prevista para el 1 de julio de 2009. La publicación de esta serie coincidió con la transmisión televisiva del anime, y utiliza el mismo grupo de personajes, sin embargo, mientras algunos de los capítulos son adaptaciones de los episodios de anime, varias son originales.

### Dōjinshi
Publicado en agosto de 2008, y elaborado conjuntamente por Humikane Shimada, Taka'aki Suzuki, y Takeshi Nogami. La publicación de B5-size contiene una sección de manga y novela, ambos se ocupan fundamentalmente de la "Estrella de África", de Hanna-Justina Marseleille durante la Campaña de África del Norte. Detalles sobre las Witches y el mundo configurado que no se podrían agregar en el anime también se añaden en la publicación.
Strike Witches: Witch en África
Fue originalmente destinado a ser incluido en los folletos de anime en DVD, pero debido a una reducción en el tamaño del folleto,  fue publicado como un dōjinshi.
Strike Witches: Tigre en el desierto
Publicado en diciembre de 2008. Similar al primer volumen, y pone en el mismo marco de tiempo general y ubicación (el Norte de África, alrededor de 1942).

### Anime
La primera temporada de anime fue producido por Gonzo y emitida en Japón entre el 3 de julio de 2008 y 18 de septiembre de 2008.  Una versión no censurada de la serie se está estrenando en la Región 2 DVD, que contiene desnudez que fue oscurecido para su emisión en televisión. El primer volumen se puso a disposición el 26 de septiembre de 2008, el segundo el 24 de octubre, el tercer volumen el 28 de noviembre, el cuarto volumen del 26 de diciembre, y el quinto volumen está programado para salir el 30 de enero de 2009. El anime ha sido licenciado por FUNimation Entertainment y será publicado el 30 de marzo de 2010. La segunda temporada es producida por AIC y comenzó a transmitirse el 7 de julio de 2010.
La serie utiliza dos piezas musicales. "Strike Witches: To Do What I Can" (ストライクウィッチーズ ~ わたし に できる こと ~ Sutoraiku Witchīzu ~ Watashi ni Dekiru Koto ~?), realizado por Yoko Ishida y se utiliza como la apertura. "Bookmark A Head (ブック マーク ア ヘッド Bukkumāku A heddo?) Se utiliza como el final. "Bookmark A Head" es interpretada por el elenco principal y los cantantes varían de un episodio a otro. "Lili Marleen" (リリーマルレーン, Ririi Marureen) Se utiliza como de inserción para el episodio 8, traducido por Takaaki Suzuki, e interpretada por Minna-Dietlinde Wilck (Rie Tanaka). En la segunda temporada, el tema de apertura es "STRIKE WITCHES 2 ~Egao no Mahou~" (STRIKE WITCHES 2 ～笑顔の魔法～?) de Yoko Ishida y el tema de cierre es "Over Sky" de Misato Fukuen y Saori Seto.

### CD de audio
El sencillo para "Strike Witches: To Do What I Can" fue lanzado el 20 de agosto de 2008 por Columbia Music Entertainment y también una versión de "Bookmark A Head", interpretada por Misato Fukuen. Un álbum titulado "Strike Witches: Ending Theme Complete Collection" (ストライクウィッチーズ Ending Theme Complete Collection Sutoraiku Witchīzu Ending Theme Complete Collection?) fue lanzado el 10 de octubre de 2008 por Columbia Music Entertainment, que contiene todas las versiones de "Bookmark A Head", así como la inserción de "Lili Marleen". La banda sonora original contiene 36 temas y fue lanzado el 9 de septiembre de 2008.
Además de cinco álbumes de canciones de cada personaje publicados por Columbia Music Entertainment:
- Strike Witches Hime Uta Collection Sono 1 -Yoshika Miyafuji ~ Mio Sakamoto- publicado el 18 de marzo de 2009.[7]
- Strike Witches Hime Uta Collection Sono 2-Sanya V. Litvyak ~ Eila Ilmatar Juutilainen- publicado el 18 de marzo de 2009.[8]
- Strike Witches Hime Uta Collection Sono 3 -Minna-Dietlinde Wilcke ~ Erica Hartmann ~ Gertrud Barkhorn- publicado el 1 de abril de 2009.[9]
- Strike Witches Hime Uta Collection Sono 4 -Perrine-H. Clostermann ~ Lynette Bishop ~ Yoshika Miyafuji- publicado el 15 de abril de 2009.[10]
- Strike Witches Hime Uta Collection Sono 5 - Francesca Lucchini ~ Charlotte E. Yeager- publicado el 15 de abril de 2009.[11]

### Videojuegos
Dos juegos de vídeo basado en Strike Witches se fijó para ser lanzada durante el invierno de 2009, uno para PlayStation 2 y el otro para Nintendo DS. Ambos juegos son producidos por Russell Games, y se lanzarán cada uno en ediciones prémium y estándar. Cada juego incluye, además del elenco principal de la televisión de anime, personajes de las dos series manga. Al pre-ordenar la versión de Nintendo DS, también recibe unos falsos pantalones cortos de gimnasia femeninos con su orden.